# Dysderella transcaspica
Dysderella transcaspica is een spinnensoort in de taxonomische indeling van de celspinnen (Dysderidae).
Het dier behoort tot het geslacht Dysderella. De wetenschappelijke naam van de soort werd voor het eerst geldig gepubliceerd in 1985 door Dunin & Fet.